# San Rafael Las Flores
San Rafael Las Flores – niewielka miejscowość na południowym wschodzie Gwatemali, w departamencie Santa Rosa. Według danych szacunkowych z 2012 roku liczba mieszkańców wynosiła 3 031 osób. 
San Rafael Las Flores leży około 50 km na północny wschód od stolicy departamentu – miasta Cuilapa. Miejscowość leży na wysokości 1376 metrów nad poziomem morza, w górach Sierra Madre de Chiapas, w odległości około 70 km od wybrzeża Pacyfiku. 

## Gmina San Rafael Las Flores
Miejscowość jest także siedzibą władz gminy o tej samej nazwie, która jest jedną z czternastu gmin w departamencie. W 2012 roku gmina liczyła 13 021 mieszkańców. Gmina jak na warunki Gwatemali jest niewielka, a jej powierzchnia obejmuje 84 km². 
Mieszkańcy gminy utrzymują się głównie  z  uprawy roli i hodowli zwierząt a także z rzemiosła artystycznego, jak na przykład wyrobem ceramiki. W rolnictwie dominuje uprawa pszenicy i kukurydzy.  
Klimat gminy jest równikowy, według klasyfikacji Wladimira Köppena, należy do klimatów tropikalnych monsunowych (Am), z wyraźną porą deszczową występującą od maja do października. Średnie roczne opady zawierają się w przedziale pomiędzy 2000 a 4000 mm.